# Соперники (фильм)
Соперники (пол. Rywale) — польский чёрно-белый немой художественный фильм, комедия 1925 года.

## Сюжет
Учитель музыки (Евгениуш Бодо) влюблён в дочь архивариуса, но он заставленный конкурировать из другим поклонником (Антони Фертнер), которому вдобавок доброжелательные её родители. Он употребляет разные обманы и выигрывает. Когда однако через нескольких полёта он встречается с бывшим соперником, то этот в самой хорошей ситуации.

## В ролях
- Эльна Гиштед[1] — Гамма.
- Евгениуш Бодо — Генюсь.
- Антони Фертнер — Тосё.
- Франтишек Радомский — архивариус Феобальд, отец Гаммы.